# Ageratina feuereri
Espèce
Classification phylogénétique
Ageratina feuereri est une espèce de plantes à fleurs de la famille des Asteraceae.